# Pseudobaptria
Pseudobaptria is een geslacht van vlinders van de familie spanners (Geometridae), uit de onderfamilie Larentiinae.

## Soorten
- P. bogumilaria (Rebel, 1904)
- P. corydalaria Graeser, 1888